# NGC 7529
NGC 7529 (również PGC 70755 lub UGC 12431) – galaktyka spiralna (Sbc), znajdująca się w gwiazdozbiorze Pegaza. Odkrył ją Wilhelm Tempel 2 lipca 1880 roku.